# Inga barbourii
Inga barbourii är en ärtväxtart som beskrevs av Paul Carpenter Standley. Inga barbourii ingår i släktet Inga och familjen ärtväxter. Inga underarter finns listade i Catalogue of Life.